# Định lý Fuhrmann
Trong hình học Euclid, định lý Fuhrmann phát biểu như sau: Cho lục giác lồi {\displaystyle ABCDEF} nội tiếp. Khi đó:{\displaystyle AD.BE.CF=AB.CD.EF+AF.BC.DE+AB.DE.CF+BC.EF.AD+CD.AF.BE}

## Chứng minh
Định lý Fuhrmann được chứng minh bằng cách sử dụng định lý Ptoleme cho các tứ giác ABDE, BCDF, ADEF, ABEF
{\displaystyle AD.BE=AB.DE+AE.BD},
{\displaystyle BD.CF=BC.DF+BF.CD},
{\displaystyle AE.DF=AD.EF+AF.DE},
{\displaystyle AE.BF=AB.EF+AF.BE}.
Nhân cả hai vế của phương trình đầu tiên với {\displaystyle CF}, chúng ta có: {\displaystyle AD.BE.CF=AB.DE.CF+AE.BD.CF.}
Tiếp theo chúng ta thay thế BD.CF bởi {\displaystyle BC.DF+BF.CD} trong hệ số thứ hai ở vế phải ta có: {\displaystyle AD.BE.CF=AB.DE.CF+AE.BC.DF+AE.BF.CD.}
Sử dụng phương trình thứ ba và bốn ta thay thế {\displaystyle AE.DF} bởi {\displaystyle AD.EF+AF.DE}, và {\displaystyle AE.BF} bởi {\displaystyle AB.EF+AF.BE}. Định lý được chứng minh.